# 水俣市立葛渡小学校
水俣市立葛渡小学校（みなまたしりつ くずわたりしょうがっこう）は、熊本県水俣市葛渡にある小学校。

## 沿革
- 1875年（明治8年）- 校舎を井良迫観音堂前に建て、郷人・渕上素陸を師として近所の子弟が就学、創立する。
- 1881年（明治14年）- 戸長の宇佐美為徳が村民を促し、蔵座に校舎新築移転。
- 1883年（明治16年）- 石坂川小学校創設
- 1887年（明治20年）- 葛渡尋常小学校設置。
- 1905年（明治38年）- 葛渡尋常高等小学校に改称。
- 1908年（明治41年）- 吉花分教場設置。
- 1929年（昭和4年）- 吉花分教場廃止。
- 1941年（昭和16年）- 葛渡国民学校に改称
- 1947年（昭和22年）- 葦北郡水俣町立葛渡小学校に改称
- 1949年（昭和24年）- 水俣市立葛渡小学校に改称
- 2008年（平成20年）- 水俣市立石坂川小学校および同校石飛分校を統合。
- 2009年（平成21年）- 水俣市立深川小学校の一部を統合。